# Lipsko jezero
Lipsko jezero nalazi se u Bosni i Hercegovini u HBŽ-u. Nastaje ulijevanjem sve tri livanjske rijeke. Sturba, Bistrica, Žabljak se spajaju u Sastavcima i kanalom utječu u Lipsko jezero.